# Abd-as-Salib (nom)
Abd-as-Salib és un nom masculí teòfor àrab cristià (àrab: عبد الصليب, ʿAbd aṣ-Ṣalīb) que literalment significa ‘Servidor de la Creu’, amb relació a la creu on fou crucificat Jesús. Si bé Abd-as-Salib és la transcripció normativa en català del nom en àrab clàssic, també se'l pot trobar transcrit Abdal Salib... normalment per influència de la pronunciació dialectal o seguint altres criteris de transliteració.